# Sak Prasert
Sak Prasert (Oui oder Wi, Prinz [Sadet Chao] Chao Saktiprasartha; * 1882 in Champasak; † 1966) war ein hoher Beamter im thailändischen Innenministerium (seinerzeit Siam), Gouverneur der Provinz Chiang Mai und von 1948 bis 1955 Mitglied des Obersten Rates von Laos. 1915 erhielt Sak Prasert von König Rama VI. den Familiennamen na Champasakti (etwa „von Champasak“) zugesprochen.

## Leben
Sak Prasert war der dritte Sohn des Vizekönigs von Champasak, Kham Souk (reg. 1862 bis 1900), und dessen Frau Kutmayi. Er wurde am Lycée Chasseloup-Laubat in Saigon ausgebildet und trat 1897 in den siamesischen Staatsdienst. Im Innenministerium diente er in Phitsanulok (1900 bis 1901) und dann als Administrator von Champasak (1901 bis 1902). Nach dem Ende des Fürstentums 1904 zog er ganz nach Siam und setzte seine Karriere im Innenministerium fort. Von 1906 bis 1907 war er in der Monthon Phayap (dem ehemaligen Lan Na) tätig, 1907 bis 1909 war er Nai Amphoe (etwa Landrat) in Chiang Mai, bevor er von König Rama V. 1909 zum Chao Mueang (Gouverneur) der Provinz Chiang Rai ernannt wurde. Sak Prasert ging 1946 nach Laos zurück und half beim Aufbau der Verwaltung. Zwischen 1948 und 1955 wirkte er im Obersten Rat des Königreichs Laos mit.
1904 heiratete Sak Prasert Prinzessin (Chao Heuane) Keava Sri Savangsa (Keo Sisavang), mit der er neun Kinder hatte. In zweiter Ehe war er mit seiner Halbschwester Prinzessin (Sadet Chao Heuane) Sangavanakama (Sangvankham) verheiratet. Aus dieser Ehe gingen sechs Kinder hervor.